# Washam
Washam és una concentració de població designada pel cens dels Estats Units a l'estat de Wyoming. Segons el cens del 2000 tenia 43 habitants.

## Demografia
Segons el cens del 2000, Washam tenia 43 habitants, 17 habitatges, i 10 famílies. La densitat de població era de 0,8 habitants/km².
Dels 17 habitatges en un 35,3% hi vivien nens de menys de 18 anys, en un 52,9% hi vivien parelles casades, en un 5,9% dones solteres, i en un 35,3% no eren unitats familiars. En el 35,3% dels habitatges hi vivien persones soles el 17,6% de les quals corresponia a persones de 65 anys o més que vivien soles. El nombre mitjà de persones vivint en cada habitatge era de 2,53 i el nombre mitjà de persones que vivien en cada família era de 3,36.
Per edats la població es repartia de la següent manera: un 30,2% tenia menys de 18 anys, un 4,7% entre 18 i 24, un 30,2% entre 25 i 44, un 14% de 45 a 60 i un 20,9% 65 anys o més.
L'edat mediana era de 38 anys. Per cada 100 dones de 18 o més anys hi havia 87,5 homes.
La renda mediana per habitatge era de 90.112 $ i la renda mediana per família de 90.112 $. Els homes tenien una renda mediana de 90.957 $ mentre que les dones 0 $. La renda per capita de la població era de 18.583 $. Cap de les famílies estaven per davall del llindar de pobresa.

## Poblacions més properes
El següent diagrama mostra les poblacions més properes.